# Bushong
Bushong es una ciudad ubicada en el condado de Lyon, Kansas, Estados Unidos. Según el censo de 2020, tiene una población de 27 habitantes.

## Geografía
La localidad está ubicada en las coordenadas 38°38′34″N 96°15′24″O / 38.64278, -96.25667 (38.6428, -96.256735).

## Demografía
Según la Oficina del Censo, en 2000 los ingresos medios de los hogares de la localidad eran de $26 250, y los ingresos medios de las familias eran de $27 083. Los hombres tenían unos ingresos medios de $20 833, frente a $27 500 de las mujeres. Los ingresos per cápita eran de $10 511. Alrededor del 2.2 % de la población estaba por debajo del umbral de pobreza.
De acuerdo con la estimación 2015-2019 de la Oficina del Censo, los ingresos medios de los hogares de la localidad son de $25 000.  Alrededor del 33.3 % de la población está por debajo del umbral de pobreza.